# بلوط سفید آریزونا
بلوط سفید آریزونا (نام علمی: Quercus arizonica) نام یک گونه از سرده بلوط است.